# كال يوهانسون
كال يوهانسون (بالسويدية: Calle Johansson)‏ هو معلق رياضي سويدي، ولد في 14 فبراير 1967 في غوتنبرغ في السويد.

## وصلات خارجية
- كال يوهانسون على موقع دوري الهوكي الوطني (الإنجليزية)
- كال يوهانسون على موقع EliteProspects.com (الإنجليزية)
- كال يوهانسون على موقع Eurohockey.com (الإنجليزية)
- كال يوهانسون على موقع HockeyDB.com (الإنجليزية)
- كال يوهانسون على موقع Hockey-Reference.com (الإنجليزية)
- كال يوهانسون على موقع أوليمبيديا (الإنجليزية)
- كال يوهانسون على موقع اللجنة الأولمبية السويدية (السويدية)